# Факула Котс
Факула Котс (лат. Coats Facula) — сравнительно небольшое яркое (на радарных и инфракрасных снимках) пятно (область) на поверхности самого большого спутника Сатурна — Титана.
Была обнаружена на снимках с космического аппарата «Кассини».

## География и геология
Координаты — 11°06′ ю. ш. 29°12′ з. д. / 11,1° ю. ш. 29,2° з. д. Максимальный размер — около 80 км. Расположена внутри тёмной местности Ацтлан, рядом с южным краем светлой местности Кивира. К югу от неё находятся полосы Шиванни.

## Эпоним
Названа по имени канадского острова Котс. Это название было утверждено Международным астрономическим союзом в 2006 году.